# 레인보우 노트
레인보우 노트는 대한민국의 음악 그룹이다. 2019년 싱글 《1호선》으로 데뷔했다.

## 공연
- 우당탕탕 레인보우노트의 크리스마스 (2019)
- 레인보우노트의 1주년 무지개 돌잔치 (2020)
- 2020 정서진 원 아일랜드 뮤직 피크닉 (2020)
- 2020 서울뮤직포럼 & 은평 음악시장M (2020)
- 스마일러브위크엔드 [Smile, Love, Weekend] (2022)
- G.WEST MUSIC FESTIVAL - 부천 (2022)
- 2022 할로우 프릭 뮤직 파티 페스티벌 (2022)
- 스마일러브위크엔드 2023 Seoul City & Pop (2023)
- 뮤직·엔터테인먼트페어 MU:CON 2023 (2023)

## 피처링
- 얼라이븐 <이별을 지워야만 해> (2022)